# Catharsius pseudolycaon
Catharsius pseudolycaon là một loài bọ cánh cứng trong họ Bọ hung (Scarabaeidae).